# Ambrosio José González
Ambrosio José González (Matanzas, 3 de octubre de 1818-Nueva York, 31 de julio de 1893), conocido en Estados Unidos como Ambrosio José Gonzales,  fue un general revolucionario cubano que se convirtió en coronel del Ejército de los Estados Confederados durante la Guerra de Secesión. González, como revolucionario, quería que Estados Unidos se anexionara Cuba. Durante la guerra sirvió como jefe de artillería en el Departamento de Carolina del Sur, Georgia y Florida.

## Biografía
González nació en la ciudad de Matanzas en 1818. Su padre fue maestro de escuela y fundador del primer diario de Matanzas. Su madre era miembro de una prominente familia local. Después de la muerte de su madre, su padre envió al niño de nueve años Ambrosio a Europa y a la ciudad de Nueva York, donde recibió su educación primaria y secundaria. Regresó a Cuba y asistió a la Universidad de La Habana, donde obtuvo títulos en artes y ciencias y más tarde en derecho, graduándose en 1839. Regresó a Matanzas y se convirtió en maestro y más tarde en profesor de la Universidad de La Habana, donde enseñó idiomas (se preciaba de dominar el inglés, el francés, el español y el italiano): también estaba bien instruido en matemáticas y geografía. En 1845, tras la muerte de su padre, comenzó a viajar durante dos años por Europa y los Estados Unidos, regresando a Cuba para retomar su puesto en la universidad.

## Revolucionario cubano
En 1848, González se unió a una organización secreta llamada Club de La Habana que buscaba que Cuba fuera anexionada por Estados Unidos para liberar a la isla del dominio español, un objetivo compartido activamente por una facción de la política estadounidense. El movimiento encontró aliento en una oleada de expansionismo en los Estados Unidos, particularmente en el Sur, después de la anexión de Texas en 1845.
El Club de La Habana persiguió su objetivo de anexión a Estados Unidos a través de una combinación de medios financieros, diplomáticos y militares. Su asociación e influencia con destacados sureños de Estados Unidos le llevó a escribir un manifiesto que alentaba la anexión de Cuba por parte de Estados Unidos. Para 1849, González se interesó en los planes revolucionarios del general venezolano Narciso López, quien finalmente dirigió varias expediciones militares, conocidas como filibusteros, para tratar de liberar a Cuba del dominio español. Entre 1849 y 1851, González acompañó a López en varias de sus expediciones de filibusterismo. Las autoridades españolas tendieron una trampa para capturar a López, pero este pudo escapar y solicitó asilo en Estados Unidos.
En 1849 González se naturalizó como ciudadano de los Estados Unidos bajo una ley que ofrecía la ciudadanía a los blancos libres que hubieran vivido en el país por lo menos tres años antes de cumplir los 21. Posteriormente, fue comisionado por la Junta de La Habana para buscar ayuda del general William J. Worth, un veterano estadounidense de la Intervención estadounidense en México. Junto a Worth, González prepararía una expedición de cinco mil veteranos estadounidenses que desembarcarían en Cuba y ayudarían a los patriotas cubanos encabezados por López que se alzarían en armas. El plan no se materializó debido a la muerte prematura de Worth.
López y González organizaron entonces la expedición del Creole con cuarenta mil dólares que consiguieron después de vender bonos cubanos. Entre los financiadores de la expedición estaba John A. Quitman, un exgeneral del ejército de los Estados Unidos que también participó en la guerra entre México y los Estados Unidos. López lideró la expedición con González como jefe de gabinete. En la noche del 19 de mayo de 1850, López dio la orden de avanzar y González y sus hombres atacaron el palacio del gobernador. La expedición fracasó porque le faltó el apoyo de la población de la isla, que no respondió a la llamada de los filibusteros, y porque no fueron rivales para los refuerzos militares españoles. González, López y sus hombres regresaron al Creole. Una vez que el navío volvió al mar, fue perseguido por el buque de guerra español Pizarro y cambió su rumbo. El 16 de diciembre de 1850 López, González, Quitman y los miembros de la expedición fallida fueron juzgados en Nueva Orleans por haber violado las leyes de neutralidad; después de tres intentos de condenarlos, se abandonó el proceso.
González se estableció en Beaufort (Carolina del Sur), después del fracaso de otra expedición de López para liberar a Cuba en 1851. En Estados Unidos, continuó buscando ayuda para la independencia de Cuba, reuniéndose con líderes políticos como el presidente de los Estados Unidos Franklin Pierce y el secretario de Guerra Jefferson Davis.
En 1856 se casó con Harriet Rutledge Elliot, hija de 16 años de William Elliott (1788-1863), un prominente senador, agricultor y escritor del estado de Carolina del Sur. Ambrosio y Harriet tuvieron seis hijos; Ambrose E. Gonzales (1857-1926), Narciso Gener Gonzales (1858-1903), Alfonso Beauregard Gonzales (1861-1908), Gertrude Ruffini Gonzales (1864-1900), Benigno Gonzales (1866-1937), y Anita Gonzales (1869-?).

## Guerra de Secesión
Al acercarse la secesión a finales de la década de 1850, González estableció un negocio como agente de ventas de varios fabricantes de armas de fuego, haciendo demostraciones y vendiendo el revólver LeMat y los rifles de la compañía de armas de Edward Maynard a los poderes legislativos en el Sur.
Al estallar la Guerra de Secesión, González se unió al Ejército Confederado como voluntario en el personal del general P. G. T. Beauregard, quien había sido su compañero de escuela en Nueva York y estuvo activo durante el bombardeo de Fort Sumter. En su informe sobre las acciones del 12 de abril, el general Beauregard escribió lo siguiente:

Lunes, 6 de mayo de 1861. Informe oficial del bombardeo de Fort Sumter.
A mi personal voluntario, los Señores Chisolm, Wigfall, Chesnut, Manning, Miles, González y Pryor: Estoy en deuda con ellos por su infatigable y valiosa ayuda, día y noche, durante los ataques a Sumter, transmitiendo, en botes abiertos, mis órdenes cuando corresponde, con prontitud y alegría, a las diferentes baterías, en medio de balas que caen y proyectiles que estallan, siendo el capitán Wigfall el primero en Sumter en recibir su rendición.

Soy, señores, muy respetuosamente,

Su obediente sirviente,

G. T. Beauregard,

General de Brigada al mando

González, quien entonces sirvió como ayudante especial del gobernador de Carolina del Sur, presentó planes para la defensa de las áreas costeras del estado. Según el mayor Danville Leadbetter en una carta al Secretario de Guerra:

El proyecto de defensa costera auxiliar que aquí se presenta, presentado por el Cnel. A. J. González, aunque no se cree que sea aplicable en todas partes, se considera de gran valor en circunstancias especiales. En el ejemplo de la isla de Edisto, donde las baterías móviles descansan en construcciones defensivas y apenas están expuestas a la sorpresa y la captura, un rifle de 24 libras, con dos cañones pequeños, reuniendo y reconociendo a cada una de las baterías fijas, resultaría de valor incalculable. Un arma más ligera que la de 24 libras, y tan eficiente como esta, podría idearse para este tipo de servicio, pero esta es probablemente la mejor disponible en la actualidad. Los arreglos propuestos por el coronel González para reforzar ciertos puestos marítimos expuestos y amenazados parecen ser sensatos y merecen atención.

Posteriormente González fue comisionado como teniente coronel de artillería y asignado como inspector de defensas costeras. En 1862 fue ascendido a coronel y se convirtió en jefe de artillería del Departamento de Carolina del Sur, Georgia y Florida bajo el mando del General John C. Pemberton. González pudo defenderse de los intentos de la lancha cañonera de la Unión de destruir ferrocarriles y otros puntos importantes de la costa de Carolina colocando su artillería pesada en carros especiales para aumentar la movilidad. El 30 de noviembre de 1864, González sirvió como comandante de artillería en la batalla de Honey Hill. Esta fue la tercera batalla de la marcha de Sherman hacia el mar en Savannah, Georgia.[5] Jefferson Davis, presidente de los Estados Confederados, rechazó seis veces la solicitud de ascenso de González a general. Las razones detrás de la decisión de Davis fueron que al propio Davis no le gustaba el general Beauregard y González era uno de los hombres que habían servido bajo su mando. Además, Davis no consideraba que González fuera apto para el mando por su experiencia con los fallidos filibusteros cubanos y por sus polémicas relaciones con oficiales confederados en Richmond (Virginia).

## Últimos años
Después de la guerra, González persiguió una variedad de vocaciones, todas ellas de escaso éxito, por lo que no pudo proporcionar la seguridad que buscaba para su amplia familia. Sus esfuerzos fueron similares a los de otros de los antiguos ricos sureños que buscaban recuperar sus propiedades y su estatus social.
En 1869, González y su familia se mudaron a Cuba, donde su esposa Harriet murió de fiebre amarilla. González regresó a Carolina del Sur con cuatro de sus hijos, dejando a dos de ellos, Narciso y Alfonso, en Cuba con amigos durante un año. Para 1870, todos los hijos habían regresado a los Estados Unidos, donde fueron criados por su abuela, Ann Hutchinson Smith Elliott, y sus tías, Ann y Emily Elliott. González no sólo se enfrentó a pérdidas financieras, sino también a la muerte de su esposa y los exitosos esfuerzos de su cuñada por dañar las relaciones entre González y sus hijos.
Los hijos de González, Ambrose y Narciso, se convirtieron en notables periodistas. En 1891, fundaron The State, un periódico en Columbia (Carolina del Sur). Narciso hizo una cruzada contra Benjamin Tillman, senador de Estados Unidos y exgobernador de Carolina del Sur, y su sobrino y aparente sucesor, el vicegobernador James H. Tillman, en su periódico, ayudando a asegurar la derrota del joven Tillman en la carrera para ser gobernador de Carolina del Sur de 1902. El 15 de enero de 1903, Narciso fue acribillado a tiros por James H. Tillman y murió cuatro días después. Un cenotafio conmemorativo de Narciso fue erigido posteriormente frente al Capitolio de Carolina del Sur, supuestamente en la ruta que Tillman seguía a pie hasta su casa.
Ambrose Gonzales es reconocido y recordado en Carolina del Sur como un periodista pionero y por haber realizado escritos sobre el dialecto negro del pueblo gullah de la región baja de Carolina del Sur y Georgia. En 1986 fue admitido en el Salón de la Fama de los Negocios de Carolina del Sur.
González enfermó a medida que fue creciendo y sus hijos lo enviaron a Cayo Hueso, donde asistió a las reuniones de los jefes de la Guerra del 68 y del delegado del Partido Revolucionario Cubano. Más tarde fue internado en un hospital en Long Island, Nueva York. González murió el 31 de julio de 1893 y está enterrado en el Cementerio Woodlawn en el Bronx, Nueva York, Terreno: Lote A, Rango 131, Tumba 20.